# NGC 2580
NGC 2580 ist ein offener Sternhaufen im Sternbild Achterdeck des Schiffs und hat eine Winkelausdehnung von 8,0' und eine scheinbare Helligkeit von 9,7 mag. Er wurde am 5. Februar 1837 von John Herschel entdeckt.